# Gordon Büch
Gordon Büch (* 25. Oktober 1995 in Berlin) ist ein deutscher Fußballspieler. Der Linksverteidiger steht beim SV Babelsberg 03 in der Regionalliga Nordost unter Vertrag.

## Karriere
Der gebürtige Berliner Büch wurde in seiner Heimatstadt bei Tennis Borussia und Hertha Zehlendorf ausgebildet. Anschließend wechselte er als Siebzehnjähriger nach Empfehlung von Ersin Demir zum FC Ingolstadt 04, für dessen U19 er noch ein Jahr aktiv war, bevor er zur 2013/14 in den Regionalligakader aufgenommen wurde. In zwei Jahren lief er fünfzigmal in der Innenverteidigung für die zweite Mannschaft der Oberbayern auf, konnte sich dort aber nicht für die Profis empfehlen.
Im Sommer 2016 zog es ihn so zum Ligakonkurrenten TSV Buchbach. In 60 Pflichtspielen stand Büch als Stammspieler für den Dorfklub auf dem Feld, spielte mit der Mannschaft aber lediglich um den Klassenerhalt. Mit der U23 von Hertha BSC spielte der Verteidiger in der Regionalligasaison 2018/19 um den Drittligaaufstieg mit, die Mannschaft wurde jedoch am Ende nur Vierter; auch bei den Blau-Weißen gelang der Sprung in die erste Mannschaft nicht.
Es folgte im Sommer 2019 die Rückkehr nach Ingolstadt, beim Zweitligaabsteiger erhielt er einen bis Juni 2021 gültigen Vertrag. Büch kam dann am 10. Spieltag beim 0:0 gegen die SpVgg Unterhaching unter Cheftrainer Jeff Saibene von Beginn an und erstmals im Profifußball zum Einsatz und fiel in der Folge schnell als fähiger Flankengeber und Standardschütze auf. Nach drei weiteren Startelfeinsätzen verletzte sich der Abwehrspieler am Kreuzband und fiel monatelang aus.
Im Sommer 2021 folgte er dann seinem ehemaligen Trainer Jeff Saibene und wechselte zum RFC Union Luxemburg in die BGL Ligue. Dort absolvierte Büch in der 1. Qualifikationsrunde zur UEFA Europa Conference League 2021/22 seine erste internationale Partie gegen Breiðablik Kópavogur aus Island. Am Saisonende gewann er dann den nationalen Pokal durch einen 3:2-Finalsieg über den F91 Düdelingen.
Doch schon ein Jahr später kehrte er nach Deutschland zurück und schloss sich dem Viertligisten VSG Altglienicke an. Im Heimspiel gegen Energie Cottbus (2:0) gab er am 5. August sein Debüt für den neuen Klub. Nach einer Saison wechselte er im Sommer 2023 zum Ligakonkurrenten SV Babelsberg 03.

## Erfolge
- Luxemburgischer Pokalsieger: 2022

## Sonstiges
Büch studiert an der Fernuniversität Hagen, Campus Bonn, Wirtschaftsrecht. Seine Schwester ist die Handballspielerin Fabienne Büch, die beim HC Rödertal in der 2. Bundesliga spielt.